# West London

Sub regioni di Londra, 2011

La West London è la parte occidentale di Londra, capitale del Regno Unito. Tra le aree economicamente più attive dell'intera città, ospita l'Aeroporto di Londra-Heathrow e numerosi uffici.

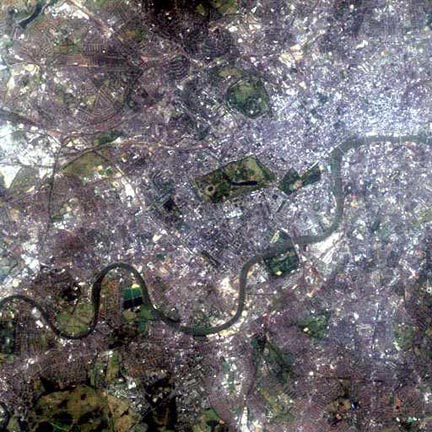
Immagine dal satellite della parte interna della West London

## Definizione
Le definizioni dei confini di questa zona di Londra sono ufficiosi e possono variare notevolmente. Generalmente, però, contengono i distretti che si trovano attorno al corridoio dell'Autostrada M4.